# Herman W. Snow
Herman Wilber Snow (* 3. Juli 1836 in Michigan City, Indiana; † 25. August 1914 in Kankakee, Illinois) war ein US-amerikanischer Politiker. Zwischen 1891 und 1893 vertrat er den Bundesstaat Illinois im US-Repräsentantenhaus.

## Werdegang
Noch in seiner Jugend zog Herman Snow mit seinen Eltern nach Madisonville in Kentucky, wo er die öffentlichen Schulen besuchte. Danach ließ er sich in Sheldon (Illinois) nieder und war dort einige Jahre als Lehrer tätig. Nach einem anschließenden Jurastudium und seiner Zulassung als Rechtsanwalt begann er in diesem Beruf zu arbeiten. Während des Bürgerkrieges diente Snow in verschiedenen Einheiten im Heer der Union, in dem er bis zum Oberstleutnant aufstieg. Nach seiner Militärzeit unterrichtete er drei Jahre lang als Lehrer an der Chicago High School. Anschließend kehrte er nach Sheldon zurück, wo er im Bankgewerbe arbeitete. Gleichzeitig schlug er als Mitglied der Demokratischen Partei eine politische Laufbahn ein. Zwischen 1872 und 1874 saß er als Abgeordneter im Repräsentantenhaus von Illinois.
Bei den Kongresswahlen des Jahres 1890 wurde Snow im neunten Wahlbezirk von Illinois in das US-Repräsentantenhaus in Washington, D.C. gewählt, wo er am 4. März 1891 die Nachfolge von Lewis E. Payson antrat. Da er im Jahr 1892 nicht bestätigt wurde, konnte er bis zum 3. März 1893 nur eine  Legislaturperiode im Kongress absolvieren. Nach dem Ende seiner Zeit als Abgeordneter übte er im Repräsentantenhaus zwischen 1893 und 1895 als Nachfolger von Samuel S. Yoder die Funktion des Sergeant at Arms aus. Danach zog er nach Kankakee, wo er im Bankwesen arbeitete. In dieser Stadt ist er am 25. August 1914 auch verstorben.